# فرانک سندرز (ورزشکار)
فرانک سندرز (انگلیسی: Frank Sanders; ۸ مارس ۱۹۴۹ – ۱۷ فوریهٔ ۲۰۱۲) بازیکن هاکی روی یخ اهل ایالات متحده آمریکا بود.